# Konrad Winkler
Konrad Winkler (* 17. Februar 1955 in Neuhausen/Erzgeb.) ist ein ehemaliger deutscher nordischer Kombinierer, der für die DDR startete, und heutiger Trainer.
Winkler war einer der Trainingspartner von Ulrich Wehling und einer der wenigen, die diesen in einem wichtigen Wettkampf (WM 1978 in Lahti) schlagen konnte. Seinen ersten internationalen Erfolg erreichte Winkler bei den Nordischen Ski-Juniorenweltmeisterschaften 1974 in Autrans, wo er im Einzel-Wettbewerb die Goldmedaille gewann. Ein Jahr später gelang ihm im finnischen Lieto der Gewinn der Silbermedaille im Einzel. Bei den Olympischen Winterspielen 1976 in Innsbruck gewann er im Einzel über 15 km und von der Normalschanze die Bronzemedaille. Diesen Erfolg wiederholte er bei den Olympischen Winterspielen 1980 in Lake Placid. Zuvor konnte er mit dem Gewinn der Goldmedaille im Einzel bei den Nordischen Skiweltmeisterschaften 1978 in Lahti seinen größten Erfolg erreichen. Das Holmenkollen Skifestival in Oslo beendete er 1981 und 1982 im Einzel jeweils auf dem 2. Platz und gewann es 1982 in der Staffel. Bei den Weltmeisterschaften 1982 in Oslo gewann er noch einmal Silber hinter Tom Sandberg und bei der erstmals ausgetragenen 3 × 5-km-Staffel die Goldmedaille.
1990 wurde Konrad Winkler zum Bundestrainer für die Nordische Kombination berufen, wurde aber 1992 nach Unstimmigkeiten mit den Nordischen Kombinierern abgelöst und war anschließend als Nachwuchstrainer tätig. Später arbeitete er in Saalfelden (Österreich). Derzeit ist Winkler als Trainer der Bundespolizeisportschule in Bad Endorf tätig.